# Rombauer Rafael Guidó
Rombauer Rafael Guidó (névvariáns: Ráfáel; angolul: Rafael Guido Rombauer) (Munkács, Magyar Királyság, 1838. augusztus 20. – Kirksville, Missouri, 1912. szeptember 15.) magyar születésű amerikai tüzértiszt, tüzérőrnagy az amerikai polgárháborúban. A polgári életben tisztviselő és vállalkozó.

## Családja
Nagyapja evangélikus papi személy volt. Apja Rombauer Tivadar (meghalt 1855, Davenport, Iowa), a nagyváradi fegyvergyár igazgatója volt. Tevékenyen részt vett a magyar szabadságharcban felnőtt fiaival együtt. Egyedül menekült, majd családját is Amerikába hozatta. Rombauer Rafael Guidó anyjával, három fivérével (Rombauer E. Roderick, Rombauer Gyula Róbert, Rombauer Roland és három leánytestvérével (egyik Ida, aki később Fiala János felesége lett; másik Berta 24 évesen halt meg Davenportban, harmadik: Emma ügyészhez ment férjhez, 46 évet élt) érkezett Amerikába. Apja és felnőtt fivérei mind részt vettek az 1848–49-es forradalom és szabadságharcban, a megtorlás elől menekültek Amerikába. Bátyja, Rombauer Richárd életét adta a magyar szabadságért, a vízaknai ütközetben esett el 1949. február 4-én.

## Életútja
Rombauer Rafael Guidó még gyermek volt a magyar szabadságharc idején, abban ő még nem vett részt. Éppen úgy, mint fivérei, az amerikai polgárháborúban és az amerikai polgári életben is megállta a helyét. A polgárháborúban eleinte a nemzetőrségben teljesített szolgálatot, később tüzértiszt lett. Cadwallader C. Washburn (1818–1882) dandártábornok, a Nyugat-Tennessee kerület parancsnoka mellett tüzérőrnagyi beosztásba került s mint ilyen, hét tüzérüteget irányított. 1865. július 6-án mint a vezérkar tagja, az egész hadosztály tüzérségének parancsnokságával bízták meg. Leszerelt 1865 július 6-án.
Az amerikai polgárháború után a St Louis–San Francisco vasút tisztviselője volt. 1896-tól szénüzlettel foglalkozott, Missouriban megalapította a Rombauer Széntársaságot (angolul: Rombauer Coal Company). A vállalkozás sikeresen működött Rombauer Rafael Guidó haláláig.

## Magánélete
1866-ban nősült meg Memphis-ben (Tennessee), Thomas Emiliát vette feleségül, házasságukból öt gyermek született.